# Újezdec (Smilovice)
Újezdec je malá vesnice, část obce Smilovice v okrese Mladá Boleslav. Nachází se jeden kilometr západně od Smilovic. Vesnicí protéká Vlkava. Újezdec leží v katastrálním území Újezdec u Luštěnic o rozloze 2,03 km².

## Historie
První písemná zmínka o vesnici pochází z roku 1383.